# Raecius crassipes
Espèce
Synonymes
- Amaurobius crassipes L. Koch, 1875

Raecius crassipes est une espèce d'araignées aranéomorphes de la famille des Udubidae.

## Distribution
Cette espèce est endémique d'Érythrée,. Elle se rencontre dans le bassin de l'Anseba.

## Description
La femelle décrite par Griswold en 2002 mesure 8 mm.

## Publication originale
- L. Koch, 1875 : Aegyptische und abyssinische Arachniden gesammelt von Herrn C. Jickeli. Nürnberg, p. 1-96 (texte intégral).